# آبرالية بحر العرب
آبرالية بحر العرب (باللاتينية: Abralia marisarabica) هي نوع من الإنوبلوتوثتيات رأسيات القدم، تستوطن بحر العرب، وقد تتواجد أيضاً في مياه جمهورية سيشل. وتعد من أصغر أنواع الأبريليات، يصل طول الغطاء لدى الذكور البالغة بين 19-22 مم، بينما يصل طول الإناث البالغة 22-26 مم.